# スベスベノコギリエイ
ノコギリエイ (学名：Anoxypristis cuspidata) は、ノコギリエイ科に分類されるエイの一種。現生種では本種のみでノコギリエイ属 (Anoxypristis) を構成する。別名スベスベノコギリエイ。以前はオオノコギリエイ属（Pristis、旧ノコギリエイ属）に分類されていたが、オオノコギリエイ属と比べて吻が細く、先端に多数の歯があり、吻の基部4分の1には歯が無い。全長は3.5 mに達する。スベスベノコギリエイ属にはいくつかの絶滅種も知られる。通常人間に危害を加えることは無いが、網にかかったり、攻撃されると暴れることがあり、周りの人間が怪我をする恐れがある。

## 名称
和名ノコギリエイはもともと本種の和名であったが、1997年に日本近海産のノコギリエイはすべてPristis microdon（現在のP. pristis）とみなされ、日本産ではないと考えられた本種にはスベスベノコギリエイの和名が提唱された。2024年に本種はかつて日本に分布していたことが報告され、P. pristisには標準和名オオノコギリエイが提唱された。

## 形態

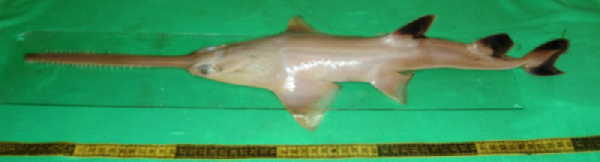
2014年撮影。

全長は約 3.5 mに達するが、さらに大型化するという未確認の観察記録もある。体型は一般にサメに似ているが、頭部は縦扁しており、吻は細長く、オーストラリアの海域では18 - 22対の歯がある。他の場所では25対の歯がある場合もある。これらの歯は短く、平らで、ほぼ三角形である。吻は先端に向かって先細にならず、成魚では基部の4分の1に歯が無い。幼魚では基部の約6分の1に歯が無い。鼻孔は狭く、鼻弁によって部分的に隠されている。若魚の皮膚は滑らかだが、成長した個体では、皮歯がまばらにある。背面は灰色で、腹面と鰭は淡い灰色である。吻は灰色で白い歯があり、基部がチョコレート色になることもある。

## 分布と生息地
オーストラリアのクイーンズランド州、西オーストラリア州、ノーザンテリトリー、バングラデシュ、インド、インドネシア、パキスタン、パプアニューギニアに分布する。カンボジア、中国、オマーン、シンガポール、台湾、タイ、ベトナムでは絶滅した可能性があり、イラン・イスラム共和国、マレーシア、ミャンマー、フィリピン、スリランカ、東ティモール、アラブ首長国連邦での分布は不明である。ベトナムでの絶滅の理由は海岸の開発に伴う生息地の減少とされる。
日本においては1928年3月5日に東京市場にて水揚げされた、九州西方沖の東シナ海産と見られる個体を最後に記録が無く、2024年6月に琉球大学の研究チームが日本産海水魚としては初めて国内絶滅が証明されたと発表した。
外洋の底に生息し、水深約100 mで見られる。岩場やサンゴ礁よりも、砂、泥、海草などの柔らかい底質を好む。低塩分濃度にも耐え、湾や河口などの沿岸水域でも見られる。幅広い塩分濃度に適応し、河口と海洋の間を移動することができる。大型個体は沖合に多く、小型個体は沿岸に多い。雌は沖合に多い。

## 生態
繁殖行動はほとんど研究されていない。体内受精を行い、子宮内で一度に複数の胎仔が成長し、それぞれが卵黄嚢から栄養を与えられる。繁殖期は地域によって異なり、妊娠期間は約5ヶ月。産仔数は6 - 23で、平均は12である。出生時の体長は通常43 - 61 cmで、母親の胎内を傷つけないように、吻の歯は膜で覆われている。年齢と成長に関してはほとんど研究されていない。研究対象の個体で最高齢は9歳であったが、理論上の寿命は27年と計算される。雌は全長2.46 mで成熟し始め、完全に成熟するとさらに大型化する。雄は全長2.44 mで完全に成熟する。
小魚、イカ、カニやエビなどの無脊椎動物を捕食する。吻を左右に叩きつけるような動きをして海底の堆積物をかき混ぜ、隠れている獲物を見つけ出す。また、魚の群れの間で吻を振り回し、魚を気絶させたりする。本種の頭部と吻には、ロレンチーニ器官と呼ばれる数千もの電気受容器官があり、獲物が発する電場を感知して位置を特定する。シュモクザメ、オオメジロザメ、クロヘリメジロザメなどのサメや、イリエワニに捕食される。

## 脅威と保全

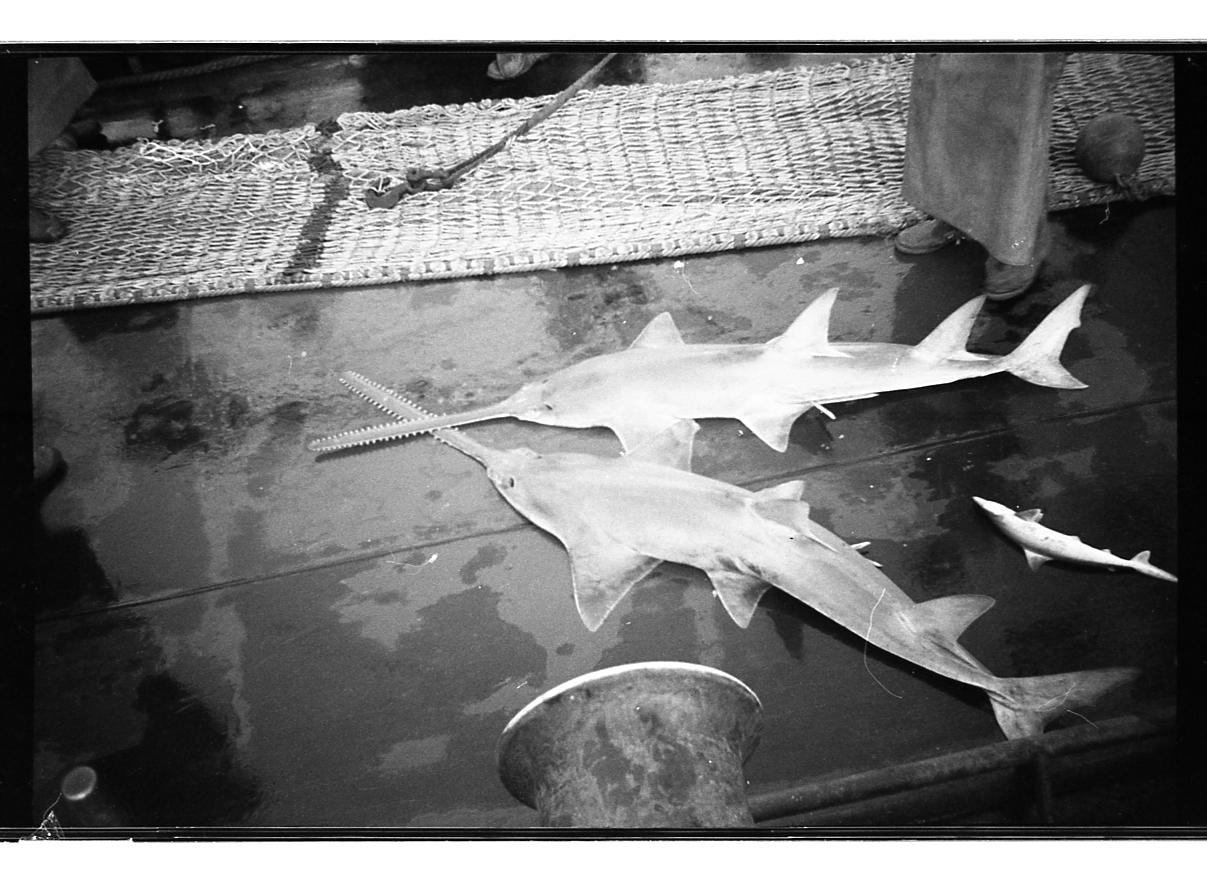
1977年に捕獲されたAnoxypristis cuspidata

人間の活動により、個体数と分布域が減少している。過剰な商業漁業が最大の脅威である。本種の個体数は、過去20年間で50 - 70％減少した可能性がある。本種は漁師にとって価値が高く、フカヒレの原料、または吻部をトロフィーとして展示するために漁獲される。ほとんどの国で捕獲は規制されているが、違法、無報告、無規制の漁業が依然として行われている。混獲も多く、吻部の歯が網に絡まりやすい。海に流出した網であるゴーストネットも大きな脅威である。妊娠した雌と幼魚は特に影響を受ける。さらに、ノコギリエイ科の中で放流後の死亡率が最も高い。
生息地の喪失と水質汚染も、大きな脅威となっている。沿岸開発、沿岸部の都市化、鉱業の拡大により、重要な生息地が改変され、破壊されている。さらに、これらの人間活動によって生息域の水質汚染も起こっている。本種の分布域は、自然範囲から30%減少したと推定されている。これらの脅威は、人口の増加に伴い、さらに深刻になると予想されている。病気や捕食などの自然的脅威は、大きな影響にはなっていない。
国際自然保護連合(IUCN)は2000年にレッドリストにおいてスベスベノコギリエイを絶滅危惧種とした。過剰な漁獲、生息地の喪失、個体数の減少のためであった。評価項目の更新の結果、2006年には近絶滅種とされた。2013年には絶滅危惧種となったが、2022年に再び近絶滅種となった。
2010年、絶滅の危機に瀕する種の保存に関する法律により、アメリカ合衆国では絶滅危惧種とされるよう提案された。2011年の発表では、当時認められていたノコギリエイ科の6種のうち5種については措置が必要である可能性があるとされた。当時の情報によると、ノコギリエイは有効な種ではなかった。2013年、ノコギリエイ科の5種すべてが絶滅の危険性が高いと結論付ける提案書を発表した。スベスベノコギリエイに対する最大の脅威として、生息地の喪失、水質、過剰利用を挙げている。2014には正式に絶滅危惧種に指定された。スベスベノコギリエイはアメリカ合衆国の国内に分布していないため、この法律に基づいた有効な保護政策をとることはできない。
西オーストラリア州とクイーンズランド州は漁獲が禁止されている。インドでも同様だが、無視される場合も多い。絶滅のおそれのある野生動植物の種の国際取引に関する条約(CITES)の付属書Iに記載されており、国際取引は原則禁止されている。